# Pandanus palustris
Pandanus palustris là một loài thực vật thuộc họ Pandanaceae. Đây là loài đặc hữu của Mauritius. Chúng hiện đang bị đe dọa vì mất môi trường sống.